# أولوغبك إبراغيموف
أولوغبك إبراغيموف (مواليد 26 مارس 1975) هو ملاكم أوزباكستاني، مثّل بلاده في الألعاب الأولمبية الصيفية 1996.

## روابط خارجية
أولوغبك إبراغيموف على موقع أوليمبيديا (الإنجليزية)